# Птичий (водопад)
Птичий — расположен на острове Кунашир. Является основной достопримечательностью Курильского заповедника. Водопад расположен в месте где Птичья река впадает в Охотское море. Водопад птичий является самым большим на острове Кунашир, и его высота составляет чуть более 12 метров в высоту, а ширина около 20 метров в период обильных осадков.
Своё название река и водопад получили из-за большого количества птиц, весной их особенно много. Птичья река довольно полноводна (вторая по размеру на острове Кунашир) и сам водопад широкий и мощный, а впадина, которую образует падение воды, любимое место нереста лососёвых. Во время нереста лососёвых рыбы здесь так много, что они образуют настоящие водные пробки и становятся лёгкой добычей хищных птиц, именно поэтому птицы так любят это место. Однако Птичий водопад любимое место не только хищных птиц и лососёвых, но и туристов, ведь он является одной из главных достопримечательностей острова Кунашир.

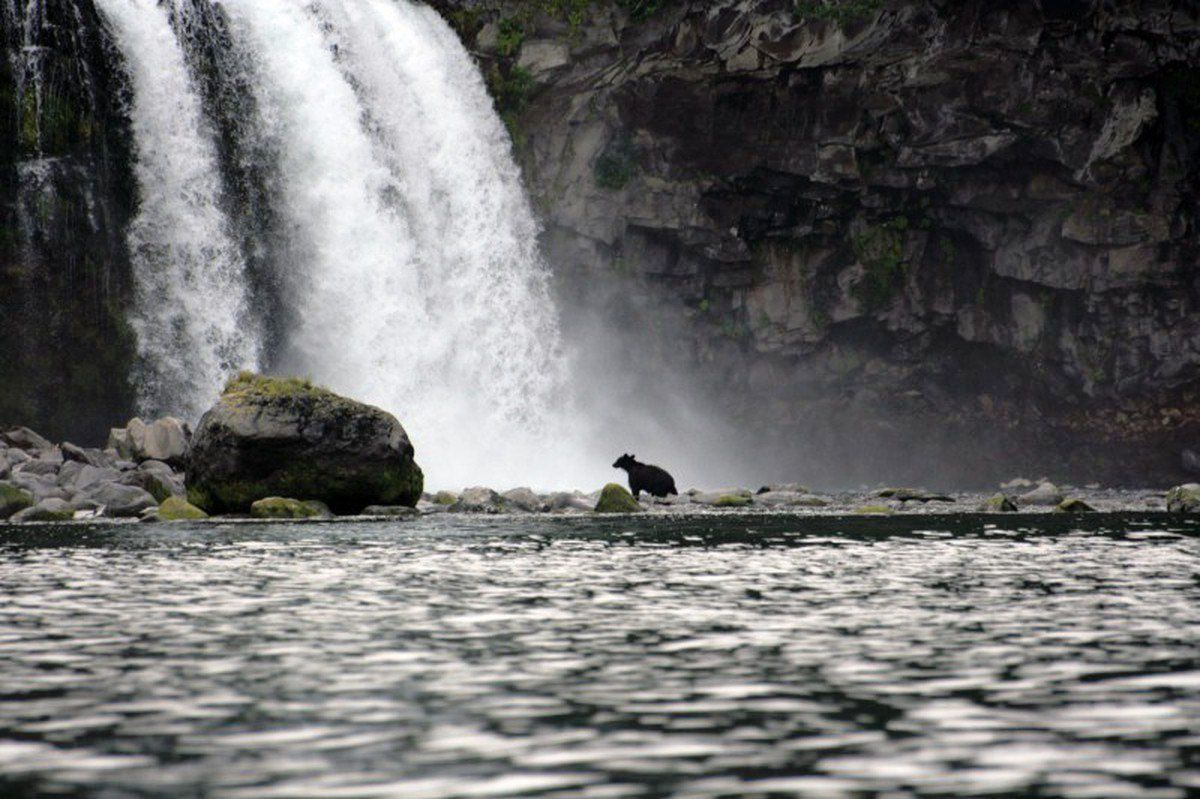
Медведь у водопада Птичий

- Во время нереста лосося, к водопаду приходят медведи.
- Водопад находится в списке уникальных геологических объектов России.[3]
- Водопад Птичий участвовал в конкурсе Россия 10 наряду с другими достопримечательностями Курильских островов[5]